# Paul Wevers
Paul Wevers (Colónia, Renânia do Norte-Vestfália, 21 de junho de 1907 – Braunschweig, Baixa Saxónia, 4 de março de 1941) foi um velocista alemão na modalidade de canoagem.
Morreu perto de Braunschweig, quando o seu avião foi abatido em combate na Segunda Guerra Mundial.

## Carreira
Foi vencedor da medalha de Ouro em K-2 10000 m em Berlim 1936 junto com o seu colega de equipa Ludwig Landen.